# Xenohyla
Genre
Xenohyla est un genre d'amphibiens de la famille des Hylidae.

## Répartition
Les deux espèces de ce genre sont endémiques du Brésil. Elles se rencontrent dans les États de Bahia, du Minas Gerais et de Rio de Janeiro.

## Liste des espèces
Selon Amphibian Species of the World (20 mai 2015) :
- Xenohyla eugenioi Caramaschi, 1998
- Xenohyla truncata (Izecksohn, 1959)

## Publication originale
- Izecksohn, 1998 "1996" : New genus of Brazilian Hylidae (Amphibia, Anura). Revista Universidade Rural Serie Ciencias da Vida, vol. 18, no 1/2, p. 47-52.